# The Upsetters (Jamaika)
The Upsetters war die Studioband um den jamaikanischen Reggae-Produzenten Lee Perry. Die Band war mit wechselnder Besetzung von 1968 bis 1986 aktiv. Ein Großteil der Upsetter-Produktionen sind Instrumentalstücke oder Dubversionen, deren Titel oft Perrys Vorliebe für Italo-Western und Kung-Fu-Filme zeigen: For a Few Dollars More, Clint Eastwood, Eastwood Rides Again, Django Shoots First und Enter the Dragon.

## Name und Konzept
Nach Arbeiten für Coxsone Dodd und Joe Gibbs machte sich Perry im Jahr 1968 als Plattenproduzent selbständig. Er gründete das Label Upsetter Records und seine Studioband The Upsetters. Im Interview erklärte Perry seine Herangehensweise folgendermaßen:

“Those days, any musicians me use, me used to call them the Upsetters. That was the image in me mind, the group that me want to have. Whether now or the other generation, me must name them the Upsetters because whatever set of musicians, me want to upset – like upset politicians, upset government, upset parson, upset Pope and people like those, and me music me can use to upset them – so me have to have a set of people working with me as musicians named the Upsetters.”

„Damals nannte ich alle Musiker, mit denen ich arbeitete, die „Upsetters“. Das entsprach dem Bild in meinem Kopf, das war die Gruppe, die ich haben wollte. Egal, ob in dieser oder jener Besetzung, sie müssen Upsetters heißen, denn ich will die Leute verärgern (to upset) – die Politiker, die Regierung, den Pfarrer, den Papst und solche Leute. Mit meiner Musik kann ich diese Leute ärgern, und darum müssen Musiker, die mit mir zusammen arbeiten, The Upsetters heißen.“

## Geschichte
Die erste Single Honey Love wurde mit dem Sänger Burt Walters aufgenommen und blieb unbeachtet. Die von Perry selbst vorgetragene zweite Single People Funny Boy, ein Seitenhieb gegen Joe Gibbs, konnte bereits 60.000 Exemplare verkaufen und gilt als erster Reggae-Song.
Ursprünglich formierte sich die Studioband aus Mitgliedern der Gladdy’s All-Stars um den Pianisten Gladstone Anderson. Mit dieser Besetzung der Upsetters produzierte Perry 1969 die erfolgreiche Single Return of Django / Dollar in the Teeth. Die Reggae-Single kam im Oktober 1969 in die britischen Top 20 und landete im selben Jahr auf Platz fünf der britischen Singlecharts. Später erfuhr der Titel durch die Computerspiel-Serie Grand Theft Auto (GTA: London 1969 bzw. GTA San Andreas) erneute Popularität.
Ebenfalls 1969 wechselte die Besetzung der Upsetters das erste Mal, da es den Gladdy’s All-Stars nicht möglich war, Lee Perry auf einer Europatournee zu begleiten. Stattdessen spielten an ihrer Stelle die Mitglieder der Hippy Boys, die aus den Brüdern Aston Barrett (Bass) und Carlton Barrett (Schlagzeug) sowie dem Gitarristen Alva Lewis und dem Pianisten Glen Adams bestanden.
Nach ihrer Europatournee aus Großbritannien arbeiteten die neuen Upsetters eng mit Bob Marley und den Wailers zusammen, bis sich 1971 Carlton und Aston Barrett fest den Wailers anschlossen. Von da an hatten die Upsetters keine feste Besetzung mehr. In der anschließenden Phase produzierte Perry mit der Hilfe von King Tubby aus vorhandenem Material das Dub-Album Upsetters 14 Dub Black Board Jungle. Hinzu kamen mehrere eigenwillige Stücke, die Perry als „Skank“, ursprünglich ein Ska-Tanz, bezeichnete: Bathroom Skank, Bucky Skank, Cow Thief Skank, Freak Out Skank, Ipa Skank, African Skank, Apeman Skank, Jungle Skank, Lovers Skank, Moving Skank und Kaya Skank (alle 1973).
Ab 1974, als Perrys Black Ark Studios fertig waren, spielten Musiker wie Boris Gardiner und Sly Dunbar für die Upsetters. Im Jahr 1976 nahmen sie das Album Super Ape auf. Als Begleitband für Max Romeo entstand das Album War Ina Babylon mit der Hitsingle Chase the Devil sowie für Junior Murvin das Album Police & Thieves mit der gleichnamigen Erfolgssingle.
Ab 1983 arbeitete Perry in London mit dem britischen Produzenten Mad Professor zusammen.

## Diskografie (Auswahl)

### Singles
- People Funny Boy (Upsetter Records, 1968)
- Return of Django / Dollar in the Teeth (Upsetter, 1969)
- Keep On Moving von Bob Marley & The Wailers/The Upsetters (Upsetter, 1971)
- Chase the Devil von Max Romeo & The Upsetters (Island Records, 1976)
- Police & Thieves von Junior Murvin & The Upsetters (Island, 1976)

### Alben
Als Upsetters
- Return of Django (Trojan Records, 1969)
- Clint Eastwood (Pama Records, 1970)
- Eastwood Rides Again (Trojan, 1970)
- The Good, the Bad and the Upsetters (Trojan, 1970)
- Many Moods of the Upsetters (Pama, 1970)
- Cloak & Dagger (Upsetter, 1972)
- Upsetters 14 Dub Black Board Jungle (Upsetter, 1973)
- Kung Fu Meets the Dragon (DIP, 1975)
- Revolution Dub (Cactus Records, 1975)
- Scratch the Super Ape (Upsetter, 1976)
  - Super Ape (Island, August 1976)
- Return of the Super Ape (Lion of Judah, Juli 1978)

Als Begleitband
- Bob Marley & The Wailers: Soul Rebels (Trojan, 1970)
- Bob Marley & The Wailers: Soul Revolution Part II (Upsetter, 1971)
  - Bob Marley & The Wailers: Soul Revolution Part II Dub (Upsetter, 1971)
  - Bob Marley & The Wailers: African Herbsman (Upsetter, 1973)
- Susan Cadogan – Sexy Suzy (Upsetter, 1975)
  - Susan Cadogan – Hurt So Good (Trojan, 1976)
- Max Romeo & The Upsetters: War Ina Babylon (Island, 1976)
- Junior Murvin: Police & Thieves (Island, 1977)
- The Heptones: Party Time (Island, 1977)
- The Congos: Heart of the Congos (Black Ark, 1977)
- Linda McCartney: Mr. Sandman und Sugartime (1977; postum veröffentlicht auf Wide Prairie 1998)

### Kompilationen
- 2002: Lee ‘Scratch’ Perry – The Wonderman Years (Trojan)
- 2015: Mr Perry I Presume – Lee Perry as The Upsetter (Pressure Sounds)
- 2024: Lee ‘Scratch’ Perry & Friends – People Funny Boy: The Upsetter Singles 1968–1969 (Doctor Bird)
- 2024: Lee ‘Scratch’ Perry presents Soulful I: The Jamaican Upsetter Singles 1969–1970 (Doctor Bird)
- 2025: Lee ‘Scratch’ Perry & Friends – Land of Kinks: The Jamaican Upsetter Singles 1970 (Doctor Bird)
- 2025: Lee ‘Scratch’ Perry presents Confusion: The Jamaican Upsetter Singles 1971 (Doctor Bird)
- 2025: Lee ‘Scratch’ Perry presents Better Times: The Jamaican Upsetter Singles 1971 Chapter II (Doctor Bird)